# مولتروف
شهر مولتروف (به آلمانی: Mühltroff) در ایالت زاکسن در کشور آلمان واقع شده‌است.